# Фёж
Фёж (фр. Feuges) — коммуна во Франции, находится в регионе Шампань — Арденны. Департамент — Об. Входит в состав кантона Арси-сюр-Об. Округ коммуны — Труа.
Код INSEE коммуны — 10149.
Коммуна расположена приблизительно в 140 км к востоку от Парижа, в 65 км южнее Шалон-ан-Шампани, в 12 км к северу от Труа.

## Население
Население коммуны на 2008 год составляло 228 человек.
| 1968 | 1975 | 1982 | 1990 | 1999 | 2008 |
| ---- | ---- | ---- | ---- | ---- | ---- |
| 72   | 81   | 221  | 231  | 206  | 228  |

## Экономика
В 2007 году среди 143 человек в трудоспособном возрасте (15—64 лет) 113 были экономически активными, 30 — неактивными (показатель активности — 79,0 %, в 1999 году было 71,4 %). Из 113 активных работали 104 человека (58 мужчин и 46 женщин), безработных было 9 (4 мужчины и 5 женщин). Среди 30 неактивных 9 человек были учениками или студентами, 12 — пенсионерами, 9 были неактивными по другим причинам.

## Достопримечательности
- Церковь Сен-Бенуа (XII век). Памятник истории с 1972 года[3]

## Фотогалерея
- Церковь Сен-Бенуа
- Карта коммуны